# Pearl of the South Pacific
Pearl of the South Pacific is een Amerikaanse avonturenfilm uit 1955 onder regie van Allan Dwan. In Nederland werd de film destijds uitgebracht onder de titel De parel van de Stille Zuidzee.

## Verhaal
Bully Hague en Dan Merrill gaan samen met Rita Delaine in hun jacht op zoek naar parels op een eiland in de Stille Zuidzee. Ze ontdekken dat een blanke man er zichzelf tot hogepriester heeft gekroond. Zijn zoon George staat op het punt te trouwen met de dochter van een plaatselijk opperhoofd. Door de komst van de vreemdelingen ontstaat er onrust op het eiland.

## Rolverdeling
| Acteur         | Personage    |
| -------------- | ------------ |
| Virginia Mayo  | Rita Delaine |
| Dennis Morgan  | Dan Merrill  |
| David Farrar   | Bully Hague  |
| Murvyn Vye     | Halemano     |
| Lance Fuller   | George       |
| Basil Ruysdael | Tuan Michael |
| Lisa Montell   | Momu         |